# Die Dschungelhelden
Die Dschungelhelden ist eine französische, computeranimierte Fernsehserie aus dem Jahr 2013, die auf dem Film Die Dschungelhelden – Operation: Südpol basiert. Bisher wurden 104 Episoden in  drei Staffeln produziert, die in Deutschland vom 4. April 2014 bis zum 23. März 2017 auf Super RTL gesendet wurden.

## Inhalt
Der Pinguin Maurice und seine Freunde haben nach ihrer Rückkehr aus dem Südpol, wo sie einst eine versklavte Pinguinkolonie von einem Rudel von Walrossen befreit haben, die Aufgabe auf sich genommen, im Dschungel für Recht und Ordnung zu sorgen. Maurice und seine Freunde retten den Dschungel vor bösen Kreaturen, lösen Rätsel, holen gestohlene Sachen zurück und schlichten Streite aller Art.
Ihr Sanktuarium ist eine Lichtung im Dschungel nah am Vulkan. Dort befinden sich unter anderem ein großer Baum, ein großer Teich und ein Felsbrocken, den Maurice als Kopfkissen benutzt.
Haben Tiere mal ein Problem kommen sie an den Vulkan und ziehen an einem bestimmten Griff. Dann sendet der Vulkan ein lautes Warnsignal, in der Form von zwei Rauchwolken, die ein Ausrufezeichen bilden, aus und die Dschungelhelden begeben sich auf unterschiedliche Weise in ihr anderes Versteck, das sich in einer Höhle unter dem Sanktuarium befindet. Keine Herausforderung war bisher zu schwer für sie.

## Figuren
Maurice ist ein mit Tigerstreifen übermalter Pinguin der sich für einen Tiger hält. Er nennt sich selbst „der große Tigerkrieger“. Maurice wurde von einem Schnabeligel in der Kunst des Kung Fu trainiert und er gibt diese Kunst an seinen Adoptivsohn, den kleinen Fisch Junior weiter. Maurice ist sehr gerissen, intelligent, auch freundlich und er liebt es, seine Kräfte an anderen Tieren auszutesten. Er ist der Anführer der Dschungelhelden und diese helfen ihm auch oft aus der Patsche.
Junior ist ein kleiner, ebenfalls mit Tigerstreifen übermalter Goldfisch und der Adoptivsohn von Maurice. Junior kann nicht sprechen und kommuniziert deshalb mit anderen Tieren über Zeichensprache und Pantomimik. Maurice bringt Junior immer wieder neue Kampftechniken bei und Junior kann diese auch perfekt einsetzen. Da er ein Fisch ist, wird er von Maurice in einem Aquarium ständig überall hingeführt.
Flederike ist eine Fledermaus und somit das einzig fliegende Mitglied der Dschungelhelden. Sie ist immer sehr gut gelaunt und unsterblich in Grummel verliebt. Sie hat Angst vor der Dunkelheit und mag es nicht, alleine zu sein. Flederike ist für Aufklärungsflüge zuständig und hat eine künstlerische Begabung.
Grummel ist ein kleines Koboldäffchen und der Schlaukopf der Dschungelhelden. Er ist immer schlecht gelaunt, weil er immer extrem übermüdet ist und immer vom Schlaf abgehalten wird. Sehr selten zeigt er fröhliche Laune. Er lacht höchstens, wenn sich jemand, den er nicht leiden kann, verletzt oder wenn man Geschichten über Flüche, Außerirdische oder Geister erzählt, da all diese Sachen nicht existieren. Er ist extrem intelligent, versteht Zeichensprache, kennt von anderen Tieren den wissenschaftlichen Namen und ist ein verdammt guter Rätsellöser. Grummel wird bei Missionen stets von Harry mitsamt seinem Ast überall hingetragen.
Harry ist ein blauer Berggorilla und somit das stärkste Mitglied der Dschungelhelden. Er liebt es andere Tiere zu verkloppen und singt dabei immer ganz laut: „Drauf haun, drauf haun, drauf haun!“ Harry ist äußerst naiv, liebenswert, frisst für sein Leben gern Bananen und sein bester Freund ist das Warzenschwein Fränk. Er kann es nicht ausstehen wenn seine Freunde verletzt werden und zeigt bei solchen Zeiten auch mal gelegentlich aggressive Seiten.
Al und Bob sind zwei Frösche mit extrem giftiger Haut und ebenfalls Mitglieder der Dschungelhelden. Allerdings gehen sie nur sehr selten mit auf Missionen der Dschungelhelden. Keiner von beiden kann Insekten widerstehen und deshalb kocht Al des Öfteren mal Produkte mit Insekten. Al ist extrem schlank und schnell im Insektenfangen und Bob sehr dick und ein mehr konzentrierter Jäger. Die beiden sind unzertrennlich und keiner von ihnen hat jemals schon etwas alleine gemacht. Hin und wieder kommt es mal zum Streit zwischen den beiden, aber der ist schnell wieder gelöst. Sie sind zudem die begabten und geschickten Friseure von Fränk.
Fränk ist ein Warzenschwein und auch ein Mitglied der Dschungelhelden. Aber er ist in der Serie nur selten zu sehen. Fränk redet nicht, sondern singt nur noch sein ganzes Leben lang. Er träumt von einer Karriere als Sänger. Fränk hat eine gut aussehende Frisur, eine reizende Stimme, eine musikalische Begabung und er ist der beste Freund von Harry.

## Episodenliste

### Staffel 1
| Nr. (gesamt) | Nr. (Staffel) | Titel (Deutschland)            | Erstausstrahlung (Deutschland) | Originaltitel                     | Erstausstrahlung (F) |
| ------------ | ------------- | ------------------------------ | ------------------------------ | --------------------------------- | -------------------- |
| 1            | 1             | Die Geisterjäger               | 4. April 2014                  | Le rocher de la peur              | 29. Dezember 2013    |
| 2            | 2             | Captain Karate                 | 4. April 2014                  | Captain Cahouète                  | 3. Januar 2014       |
| 3            | 3             | Der Feuersand                  | 5. April 2014                  | Le sable de feu                   | 5. Januar 2014       |
| 4            | 4             | Das große Beben                | 6. April 2014                  | Au fond du gouffre                | 29. Dezember 2013    |
| 5            | 5             | Die Herrscherin des Dschungels | 12. April 2014                 | Les rubis sont éternels           | 30. Dezember 2013    |
| 6            | 6             | Die Murmeltier-Prinzessin      | 13. April 2014                 | Princesse marmotte                | 5. Januar 2014       |
| 7            | 7             | Die bösen Beeren               | 19. April 2014                 | La baie sanglante                 | 1. Januar 2014       |
| 8            | 8             | Das große böse Jucken          | 26. April 2014                 | Le grand mal qui gratte           | 5. Januar 2014       |
| 9            | 9             | Das Geburtstagsgeschenk        | 27. April 2014                 | Mission zénitude                  | 2. Januar 2014       |
| 10           | 10            | Das Tigerbrüllen               | 3. Mai 2014                    | Le cri qui foudroie               | 6. Januar 2014       |
| 11           | 11            | Die Außerirdischen             | 4. Mai 2014                    | L’invasion a déjà commencé        | 14. Januar 2014      |
| 12           | 12            | Der freie Fall                 | 10. Mai 2014                   | Chute libre                       | 9. Januar 2014       |
| 13           | 13            | Der große Auftritt             | 11. Mai 2014                   | Show bouillant                    | 7. Januar 2014       |
| 14           | 14            | Das Ding                       | 25. Oktober 2014               | La petite bouture des horreurs    | –                    |
| 15           | 15            | Die Riesenstatue               | 26. Oktober 2014               | Le fléau                          | –                    |
| 16           | 16            | Fränk hat Frust                | 1. November 2014               | Les aventuriers du groove perdu   | –                    |
| 17           | 17            | Der Sumpf                      | 2. November 2014               | Les marais                        | –                    |
| 18           | 18            | Die fünf Taos                  | 8. November 2014               | Les cinq taos du tonnerre         | –                    |
| 19           | 19            | Die grüne Katastrophe          | 9. November 2014               | Vol au-dessus d’un nid de salades | –                    |
| 20           | 20            | Das vermisste Küken            | 15. November 2014              | Papa Miguel                       | –                    |
| 21           | 21            | Jede Minute zählt              | 16. November 2014              | Sept minutes chrono               | –                    |
| 22           | 22            | Eine unmögliche Mission        | 22. November 2014              | Mission pas possible              | –                    |
| 23           | 23            | Operation Piratenschatz (1)    | 26. November 2014              | Le trésor du vieux Jim (1)        | –                    |
| 24           | 24            | Operation Piratenschatz (2)    | 26. November 2014              | Le trésor du vieux Jim (2)        | –                    |
| 25           | 25            | Operation Piratenschatz (3)    | 27. November 2014              | Le trésor du vieux Jim (3)        | –                    |
| 26           | 26            | Operation Piratenschatz (4)    | 27. November 2014              | Le trésor du vieux Jim (4)        | –                    |

### Staffel 2
| Nr. (gesamt) | Nr. (Staffel) | Titel (Deutschland)               | Erstausstrahlung (Deutschland) | Originaltitel                      | Erstausstrahlung (F) |
| ------------ | ------------- | --------------------------------- | ------------------------------ | ---------------------------------- | -------------------- |
| 27           | 1             | Das nächtliche Monster            | 13. April 2015                 | The Night Monster                  | –                    |
| 28           | 2             | Die Welt des Feuers               | 14. April 2015                 | Possum Recall                      | –                    |
| 29           | 3             | Das Tal der Hundert Gefahren      | 15. April 2015                 | The Valley of the Hundred Perils   | –                    |
| 30           | 4             | Auf Drachenjagd                   | 16. April 2015                 | The Dragon Mission                 | –                    |
| 31           | 5             | Die Prophezeiung                  | 17. April 2015                 | The Prophecy                       | –                    |
| 32           | 6             | Harrys Bananenproblem             | 20. April 2015                 | Smoked Bananas                     | –                    |
| 33           | 7             | Juniors großer Fang               | 21. April 2015                 | Junior’s First Catch               | –                    |
| 34           | 8             | Der Lügendetektor                 | 22. April 2015                 | Assault on the Jungle Bunch        | –                    |
| 35           | 9             | Familie in Gefahr                 | 23. April 2015                 | In Her Majesty’s Service           | –                    |
| 36           | 10            | Der Fanclub                       | 24. April 2015                 | The Fan Club                       | –                    |
| 37           | 11            | Die Albtraum-Tulpen               | 27. April 2015                 | The Jungle Bunch’s Nightmare       | –                    |
| 38           | 12            | Das stärkste Tier im Dschungel    | 28. April 2015                 | The Strongest Animal in the Jungle | –                    |
| 39           | 13            | Das neue Spielzeug                | 29. April 2015                 | Jungle Bells                       | –                    |
| 40           | 14            | Bob, der Unbesiegbare             | 30. April 2015                 | Desperately seeking Bob            | –                    |
| 41           | 15            | Eine überraschende Mission        | 1. Mai 2015                    | Saving Al and Bob!                 | –                    |
| 42           | 16            | Der pinke Dschungel               | 4. Mai 2015                    | Jungle Eyes                        | –                    |
| 43           | 17            | Tornado-Alarm                     | 5. Mai 2015                    | The Cyclone Eye                    | –                    |
| 44           | 18            | Der Urlaubstag                    | 6. Mai 2015                    | Shells and Shellfish               | –                    |
| 45           | 19            | Der Meister der Spinnen           | 7. Mai 2015                    | Web of Fear                        | –                    |
| 46           | 20            | Dreifuß schlägt zurück            | 8. Mai 2015                    | Man Enough                         | –                    |
| 47           | 21            | Das Rätsel der gelben Höhle       | 11. Mai 2015                   | The yellow Cave Mystery            | –                    |
| 48           | 22            | Eine Hochzeit steht auf dem Spiel | 12. Mai 2015                   | The Jungle Bunch tackles a Wedding | –                    |
| 49           | 23            | Die Glitzer-Glühwürmchen          | 13. Mai 2015                   | Friends reunited                   | –                    |
| 50           | 24            | Der hicksende Hamster             | 14. Mai 2015                   | Hic Hic Hiccups                    | –                    |
| 51           | 25            | Der Sternstein                    | 15. Mai 2015                   | Stars Stone                        | –                    |
| 52           | 26            | Das große Rennen                  | 15. Mai 2015                   | The Jungle Bunch behind the Wheel  | –                    |

### Staffel 3
| Nr. (gesamt) | Nr. (Staffel) | Titel (Deutschland)                   | Erstausstrahlung (Deutschland) | Originaltitel                        | Erstausstrahlung (F) |
| ------------ | ------------- | ------------------------------------- | ------------------------------ | ------------------------------------ | -------------------- |
| 53           | 1             | Der Würfel                            | 19. September 2016             | The Cube                             | –                    |
| 54           | 2             | Rache ist süß                         | 19. September 2016             | The show must go on                  | –                    |
| 55           | 3             | Meisterwerke                          | 20. September 2016             | The Melting Mangoes                  | –                    |
| 56           | 4             | Der Mitternachtsball                  | 20. September 2016             | Dance of the Vultures                | –                    |
| 57           | 5             | Die Mini-Dschungelhelden              | 21. September 2016             | The Mini Jungle Bunch                | –                    |
| 58           | 6             | Gemeine Hamster                       | 21. September 2016             | Bad Hamsters                         | –                    |
| 59           | 7             | Die Tigerjagd                         | 22. September 2016             | The Tiger Hunt                       | –                    |
| 60           | 8             | Abrakadabra                           | 22. September 2016             | Abracadabra                          | –                    |
| 61           | 9             | Die Smaragd-Papaya                    | 23. September 2016             | Pursuing the Green Emerald Pawpaw    | –                    |
| 62           | 10            | Grummels Einsatz                      | 23. September 2016             | All Bets Are Off                     | –                    |
| 63           | 11            | Auf in den Ring                       | 26. September 2016             | Catch as Catch Can                   | –                    |
| 64           | 12            | Mammuts!                              | 23. September 2016             | Mammoths Rule!                       | –                    |
| 65           | 13            | Die Mysteriöse Maulwürfin             | 27. September 2016             | A Secret Mole                        | –                    |
| 66           | 14            | Im wilden Westen                      | 27. September 2016             | For a Fistful of Cahouettes          | –                    |
| 67           | 15            | Die wilde Horde                       | 28. September 2016             | The Wild Bunch                       | –                    |
| 68           | 16            | Die Dschungel-Dummies                 | 28. September 2016             | Jungle Bums                          | –                    |
| 69           | 17            | Professor Harry                       | 29. September 2016             | Planet of the Ape                    | –                    |
| 70           | 18            | Grummel in Gefahr                     | 29. September 2016             | Tarsier in Danger                    | –                    |
| 71           | 19            | Banane ist nicht gleich Banane        | 30. September 2016             | Guava or Pawpaw                      | –                    |
| 72           | 20            | Der Dschungel sucht den Superkoch     | 30. September 2016             | The Jungle Feast                     | –                    |
| 73           | 21            | Eisgekühlt                            | 4. Oktober 2016                | Ice Scream                           | –                    |
| 74           | 22            | Ein explosives Duell                  | 4. Oktober 2016                | An Explosive Duel                    | –                    |
| 75           | 23            | Auf dem Meeresgrund                   | 5. Oktober 2016                | 20,000 Bubbles Under the Sea         | –                    |
| 76           | 24            | Geniale Erfindungen                   | 5. Oktober 2016                | The Jungle Genius Awards             | –                    |
| 77           | 25            | Nur Mut!                              | 6. Oktober 2016                | This Land is Not Your Land           | –                    |
| 78           | 26            | Hasentricks                           | 6. Oktober 2016                | Rabbit trickeries                    | –                    |
| 79           | 27            | Die größten Bösewichte des Dschungels | 7. Oktober 2016                | The Good, The Baddies and The Intern | –                    |
| 80           | 28            | Wer bin ich?                          | 7. Oktober 2016                | Brain Drain                          | –                    |
| 81           | 29            | Jagd auf die Tiger-Mücke              | 20. Februar 2017               | Cast Their Nets                      | –                    |
| 82           | 30            | Die Knuddelei                         | 21. Februar 2017               | Marcel the Puppet Master             | –                    |
| 83           | 31            | Besuch aus dem Eis                    | 22. Februar 2017               | Hibertarsus                          | –                    |
| 84           | 32            | Eine klebrige Angelegenheit           | 23. Februar 2017               | A Sticky Situation                   | –                    |
| 85           | 33            | Rettet Junior!                        | 24. Februar 2017               | Saving Junior                        | –                    |
| 86           | 34            | Hilfe! Meteorit!                      | 27. Februar 2017               | SOS Meteorid                         | –                    |
| 87           | 35            | Die ‚Wüsten-Schreck‘-Bande            | 28. Februar 2017               | Furies of the Prowl                  | –                    |
| 88           | 36            | Das Sommercamp                        | 1. März 2017                   | For a Few Pearls More                | –                    |
| 89           | 37            | Das Fest der Geschenke                | 2. März 2017                   | The Christmas Heist                  | –                    |
| 90           | 38            | Der falsche Fan                       | 3. März 2017                   | The Fake Fan                         | –                    |
| 91           | 39            | Die Eier-Jagd                         | 6. März 2017                   | Egg Hunt                             | –                    |
| 92           | 40            | Ein unzertrennliches Team             | 7. März 2017                   | Inseparable Duo                      | –                    |
| 93           | 41            | Das große Fußballspiel                | 8. März 2017                   | Beware of the Gorilla                | –                    |
| 94           | 42            | Die Mutproben                         | 9. März 2017                   | Double Frog Dare                     | –                    |
| 95           | 43            | Der rosa Saphir                       | 10. März 2017                  | A Fishbowl for Two                   | –                    |
| 96           | 44            | Über den Wolken                       | 13. März 2017                  | Mini Jungle Bunch, Maxi Fear         | –                    |
| 97           | 45            | Wer zuletzt, lacht am besten!         | 14. März 2017                  | Jungle Giggles                       | –                    |
| 98           | 46            | Super-Kröten – Auf zur Rettung!       | 15. März 2017                  | Phantoms                             | –                    |
| 99           | 47            | Besuch aus der Tiefe                  | 16. März 2017                  | Invaders from the Deep               | –                    |
| 100          | 48            | Die Überraschung!                     | 17. März 2017                  | Surprise!                            | –                    |
| 101          | 49            | Benjamin, der Sammler                 | 20. März 2017                  | The Jungle Bunch Are in the Place    | –                    |
| 102          | 50            | Im Dschungel der Musik                | 21. März 2017                  | Crescendo Megalo                     | –                    |
| 103          | 51            | Der Kartoffelator                     | 22. März 2017                  | Patator                              | –                    |
| 104          | 52            | Der neue Held                         | 23. März 2017                  | The New Hero                         | –                    |

## Synchronisation
Am 1. Oktober 2012 starb der deutsche Sprecher von Maurice Dirk Bach. Er wurde durch Michael Pan ersetzt. Die restlichen Synchronsprecher wurden nicht verändert. Dialogregie führten Janina Richter und Sven Plate.
| Figur     | Deutscher Synchronsprecher |
| --------- | -------------------------- |
| Maurice   | Michael Pan                |
| Flederike |                            |
| Grummel   | Hans-Jürgen Dittberner     |
| Harry     | Lutz Schnell               |
| Al        | Robert Missler             |
| Bob       | Stefan Staudinger          |
| Fränk     | Michael Iwannek            |

## Auszeichnung
Die Dschungelhelden wurde 2015 in New York mit dem „International Emmy Kids Awards“ in der Kategorie „Animation“ ausgezeichnet.